# Tratado de Montevideo de 1980
El Tratado de Montevideo de 1980 fue firmado el 12 de agosto de 1980, entrando en vigor el 18 de marzo de 1981, por los mismos países conformantes de ALALC, Argentina, Bolivia, Brasil, Colombia, Chile, Ecuador, Paraguay, Perú, México, Venezuela y Uruguay. 
Posteriormente lo ha ratificado Cuba (1999) y Panamá (2012).
Su adhesión está abierta a cualquier país de Latinoamérica.
El Tratado de Montevideo de 1980 institucionaliza la Asociación Latinoamericana de Integración (ALADI), con ello reemplaza el Tratado de Montevideo de 1960.